# Martins Licis
Martins Licis (in lettone: Mārtiņš Līcis) (Riga, 28 settembre 1990) è un strongman lettone naturalizzato statunitense noto per aver vinto la competizione World's Strongest Man del 2019 e piazzandosi secondo nell'Arnold Strongman Classic.

## Biografia
Licis è nato a Riga il 28 settembre 1990. Ha la doppia cittadinanza con Lettonia e Stati Uniti e parla correntemente il lettone. Rappresenta gli Stati Uniti in competizione, essendosi trasferito lì con la sua famiglia all'età di quattro anni. È cresciuto ad Amherst, nel Massachusetts. Durante le estati, ha visitato la fattoria dei suoi nonni in Lettonia, dove è stato introdotto per la prima volta al sollevamento di pietre da suo nonno Imants Līcis, uno scultore che in precedenza ha gareggiato nel sollevamento pesi olimpico.
Nel 2010, Martins Licis si è trasferito in California insieme al suo amico Mikel Monleon. Licis alla fine ha trovato un lavoro come personal trainer a West Hollywood, e in seguito ha scoperto l'Odd Haugen All-American Strength Classic. In questo modo, Haugen ha invitato Licis ad allenarsi nella sua palestra, ma gli ha permesso di competere nella Strength Classic solo tre anni dopo, nel 2015.

## Carriera
Nel 2015, Licis si è classificato primo nella Odd Haugen All-American Strength Classic. Nel 2016, Licis ha raggiunto per la prima volta le finali del World's Strongest Man e si è piazzato sesto. Si è piazzato quarto nelle finali del World’s Strongest Man nel 2017 e nel 2018.  Oltre a Strongman, Licis gareggia anche nel mas-wrestling, una variante del stick wrestling. Ha vinto l'oro ai campionati del mondo MAS Wrestling Open 2016 a Columbus, Ohio, battendo il precedente campione VIktor Kolibabchuk. [4] Il primo trionfo da professionista di Licis è arrivato nel 2017 all'Ultimate Strongman Summermania, vincendo la competizione in rappresentanza del suo paese d'origine, la Lettonia.
Nel 2019, Licis è arrivato secondo durante l'Arnold Strongman Classic, piazzandosi dietro l'attuale e 2x campione Hafþór Júlíus Björnsson. Nel giugno 2019, ha vinto il suo primo titolo World’s Strongest Man, battendo Björnsson, terzo, dopo essersi infortunato alla fascia plantare sinistra. Licis si è anche piazzato davanti a Mateusz Kieliszkowski, che si è piazzato secondo, e il 4 volte vincitore del World's Strongest Man Brian Shaw, che si è piazzato sesto dopo essersi infortunato al bicipite femorale gareggiando insieme a Licis nell'Arnold Strongman Classic all'inizio di marzo dello stesso anno. Il 18 gennaio 2020, Licis ha vinto l'Arnold Strongman Santa Monica Qualifier, battendo Brian Shaw di 1 punto. Questo gli è valso un posto per competere nell'Arnold Strongman Classic a Columbus, Ohio, l'8 marzo.Nell'Arnold Strongman Classic Licis è arrivato terzo, dietro al vincitore Björnsson e al secondo posto Kieliszkowski.
Nel maggio 2020, Licis è apparso su Game On! come ostacolo, coinvolgendo i concorrenti in una gara di forza. Nell'agosto 2020, Licis è apparsa in un episodio di To Tell The Truth con altre due persone che affermavano di essere l'uomo più forte del mondo in carica.